# Stanisław Lisiecki
Stanisław Lisiecki (zm. 11 września 2021) – polski socjolog, dr hab.

## Życiorys
Obronił pracę doktorską, w 1992 habilitował się na podstawie pracy zatytułowanej Robotnicy cudzoziemscy w strukturze społeczeństwa zachodnioniemieckiego. Został zatrudniony na stanowisku profesora nadzwyczajnego w Instytucie Socjologii na Wydziale Nauk Społecznych Uniwersytetu im. Adama Mickiewicza w Poznaniu, oraz w Instytucie Zachodnim - Instytutu Naukowego-Badawczego im. Zygmunta Wojciechowskiego.
Zmarł 11 września 2021, na cmentarzu parafialnym w Puszczykowie.